# Armia Cesarstwa Niemieckiego
Armia Cesarstwa Niemieckiego (niem. Deutsches Heer) – wojska lądowe Cesarstwa Niemieckiego w latach 1871–1919, pod zwierzchnictwem cesarza niemieckiego.
Składały się z czterech kontyngentów: pruskiego, obejmującego także mniejsze kraje Rzeszy, bawarskiego, saskiego i wirtemberskiego. Formalnie, mimo przejścia pod dowództwo pruskie, królowie tych trzech krajów zachowali pewną kontrolę nad wojskiem. Dotyczyło to zwłaszcza Bawarii. Żołnierze składali przysięgę na wierność cesarzowi, ale bawarskich wojskowych ta przysięga obowiązywała jedynie w czasie wojny, gdyż w czasie pokoju zwierzchnictwo nad armią bawarską sprawował król bawarski. Ponadto wojska bawarskie różniły się nieco umundurowaniem i istniały wyodrębnione korpusy bawarskie. W skład wojsk lądowych Cesarstwa Niemieckiego wchodziły także Siły powietrzne.

## Podstawy prawne
Podstawami prawnymi funkcjonowania armii Cesarstwa były:
- 1. die Reichsverfassung (16 kwietnia 1871)
- 2. der Bündnisvertrag zwischen dem Norddeutschen Bund und Bayern (23 listopada 1870)
- 3. die Militärkonvention zwischen dem Norddeutschen Bund und Württemberg (21/25 listopada 1870)
- 4. die Konventionen zwischen Preußen und Sachsen (7 lutego 1867)
- 5. die Konventionen zwischen Preußen und den sonstigen Bundesstaaten
- 6. das Reichsmilitärgesetz (2 maja 1874)

## Struktura organizacyjna

Bandera Cesarstwa Niemieckiego 1871–1892

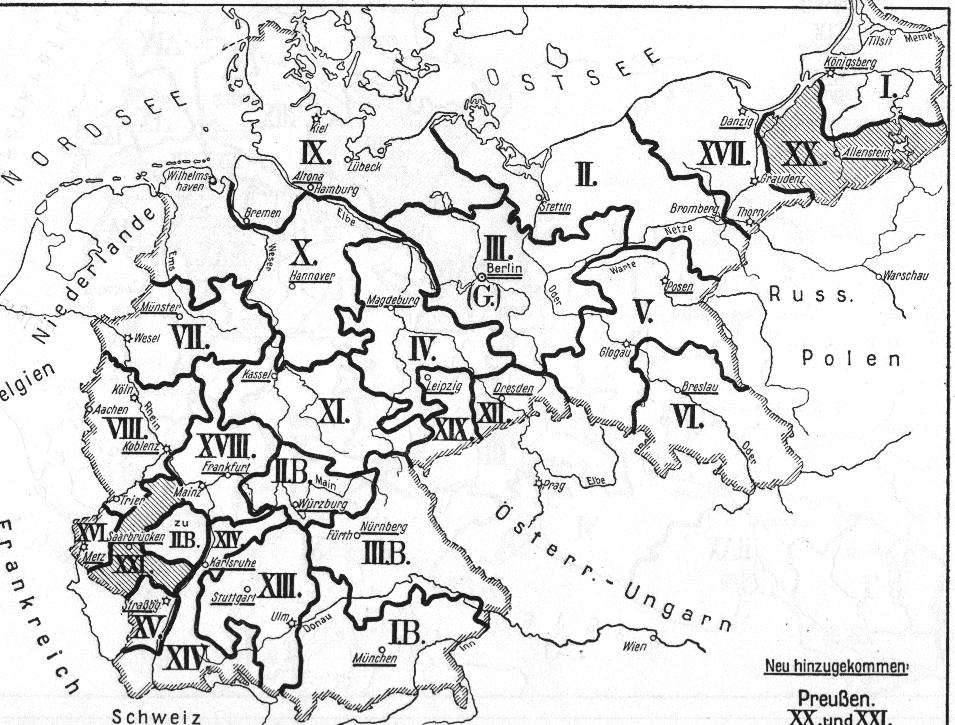
Zasięg terytorialny poszczególnych korpusów armijnych 1914

| Inspekcja                    | Miejsce stacjonowania                     | Podległe korpusy armijne |
| ---------------------------- | ----------------------------------------- | --- |
| I Inspekcja Armii            | Hanower, od 1900 Berlin, od 1914 Gdańsk   | 1871: I Korpus Armijny, II Korpus Armijny, IX Korpus Armijny, X Korpus Armijny od 1906: I Korpus Armijny, II Korpus Armijny, IX Korpus Armijny, X Korpus Armijny, XVII Korpus Armijny od 1914: I Korpus Armijny, II Korpus Armijny, XVII Korpus Armijny |
| II Inspekcja Armii           | Drezno, od 1906 Meiningen, od 1914 Berlin | 1871: V Korpus Armijny, VI Korpus Armijny, XII Korpus Armijny od 1906: V Korpus Armijny, VI Korpus Armijny, XII Korpus Armijny, XIX Korpus Armijny od 1914: Korpus Gwardii, XII Korpus Armijny, XIX Korpus Armijny |
| III Inspekcja Armii          | Darmstadt, od 1906 Hanower                | 1871: VII Korpus Armijny, VIII Korpus Armijny, XI Korpus Armijny od 1906: VII Korpus Armijny, VIII Korpus Armijny, XI Korpus Armijny, XIII Korpus Armijny, XVIII Korpus Armijny od 1914: XIII Korpus Armijny, IX Korpus Armijny, X Korpus Armijny |
| IV Inspekcja Armii           | Berlin, od 1906 Monachium                 | 1871: III Korpus Armijny, IV Korpus Armijny przydzielone: I Królewsko-Bawarski Korpus Armijny, II Królewsko-Bawarski Korpus Armijny od 1906: III Korpus Armijny, IV Korpus Armijny przydzielone: I Królewsko-Bawarski Korpus Armijny, II Królewsko-Bawarski Korpus Armijny od 1914: III Korpus Armijny przydzielone: I Królewsko-Bawarski Korpus Armijny, II Królewsko-Bawarski Korpus Armijny, III Królewsko-Bawarski Korpus Armijny |
| V Inspekcja Armii            | Karlsruhe                                 | 1871: XIV Korpus Armijny, XV Korpus Armijny od 1906: XIV Korpus Armijny, XV Korpus Armijny, XVI Korpus Armijny od 1914: XIII Korpus Armijny, IX Korpus Armijny, XV Korpus Armijny |
| od 1914 VI Inspekcja Armii   | Stuttgart                                 | IV Korpus Armijny, XI Korpus Armijny, XIII Korpus Armijny |
| od 1914 VII Inspekcja Armii  | Saarbrücken                               | XVI Korpus Armijny, XVII Korpus Armijny, XXI Korpus Armijny |
| od 1914 VIII Inspekcja Armii | Berlin                                    | VI Korpus Armijny, XI Korpus Armijny, XX Korpus Armijny, XVIII Korpus Armijny |

## Liczebność armii
| Rok              | 1875     | 1888     | 1891     | 1893     | 1899     | 1902     | 1906     | 1908     | 1911     | 1913     | 1914     |
| ---------------- | -------- | -------- | -------- | -------- | -------- | -------- | -------- | -------- | -------- | -------- | -------- |
| Liczba żołnierzy | 420 tys. | 487 tys. | 507 tys. | 580 tys. | 591 tys. | 605 tys. | 610 tys. | 613 tys. | 617 tys. | 663 tys. | 794 tys. |

## Stopnie wojskowe
| Oznaczenie                            | Piechota                                                                     | Kawaleria                                                    | Artyleria                                           | Uwagi                                                                                   |
| Korpus szeregowych                    | Korpus szeregowych                                                           | Korpus szeregowych                                           | Korpus szeregowych                                  | Korpus szeregowych                                                                      |
| ------------------------------------- | ---------------------------------------------------------------------------- | ------------------------------------------------------------ | --------------------------------------------------- | --------------------------------------------------------------------------------------- |
|                                       | Musketier, Füsilier, Grenadier, Jäger, Gardist, Infanterist, Soldat, Pionier | Dragoner, Husar, Jäger, Kürassier, Ulan, Reiter, Chevauleger | Kanonier, Fahrer                                    | Najniższy stopień wojskowy                                                              |
|                                       | Gefreiter                                                                    | Gefreiter                                                    | Gefreiter                                           |                                                                                         |
|                                       | Obergefreiter                                                                | –                                                            | Obergefreiter/Bombardier                            |                                                                                         |
| Korpus podoficerów niekomisjonowanych |                                                                              |                                                              |                                                     |                                                                                         |
|                                       | Unteroffizier/Korporal                                                       | Unteroffizier /Korporal                                      | Unteroffizier/Korporal                              |                                                                                         |
|                                       | Sergeant                                                                     | Sergeant                                                     | Sergeant                                            |                                                                                         |
| Korpus podoficerów komisjonowanych    |                                                                              |                                                              |                                                     |                                                                                         |
|                                       | Vizefeldwebel/                                                               | Vizewachtmeister/                                            | Vizewachtmeister/                                   |                                                                                         |
|                                       | Feldwebel                                                                    | Wachtmeister                                                 | Wachtmeister                                        |                                                                                         |
|                                       | Offiziersstellvertreter                                                      | Offiziersstellvertreter                                      | Offiziersstellvertreter                             |                                                                                         |
|                                       | Fähnrich                                                                     | Fähnrich                                                     | Fähnrich                                            |                                                                                         |
| Korpus oficerów                       |                                                                              |                                                              |                                                     |                                                                                         |
|                                       | Feldwebelleutnant                                                            | Feldwebelleutnant                                            | Feldwebelleutnant                                   | Od 1877 najniższy stopień oficerski                                                     |
|                                       | Leutnant                                                                     | Leutnant                                                     | Leutnant / Feuerwerksleutnant                       |                                                                                         |
|                                       | Oberleutnant                                                                 | Oberleutnant                                                 | Oberleutnant / Feuerwerkoberleutnant                |                                                                                         |
|                                       | Hauptmann                                                                    | Rittmeister                                                  | Hauptmann                                           | Dowódca kompanii                                                                        |
| Oficerowie sztabowi                   |                                                                              |                                                              |                                                     |                                                                                         |
|                                       | Major                                                                        | Major                                                        | Major                                               | Dowódca batalionu                                                                       |
|                                       | Oberstleutnant                                                               | Oberstleutnant                                               | Oberstleutnant                                      | Zastępca dowódcy pułku                                                                  |
|                                       | Oberst                                                                       | Oberst                                                       | Oberst                                              | Dowódca pułku                                                                           |
| Generałowie                           |                                                                              |                                                              |                                                     |                                                                                         |
|                                       | Generalmajor                                                                 | Generalmajor                                                 | Generalmajor                                        |                                                                                         |
|                                       | Generalleutnant                                                              | Generalleutnant                                              | Generalleutnant                                     |                                                                                         |
|                                       | General der Infanterie                                                       | General der Kavallerie                                       | General der Artillerie                              |                                                                                         |
|                                       | Generaloberst                                                                | Generaloberst                                                | Generaloberst                                       |                                                                                         |
|                                       | Generaloberst mit dem Rang als Generalfeldmarschall                          | Generaloberst mit dem Rang als Generalfeldmarschall          | Generaloberst mit dem Rang als Generalfeldmarschall |                                                                                         |
|                                       | Generalfeldmarschall                                                         | Generalfeldmarschall                                         | Generalfeldmarschall                                | Najwyższy stopień wojskowy, wyłącznie za szczególne zasługi (np. wygranie ważnej bitwy) |

## Naramienniki

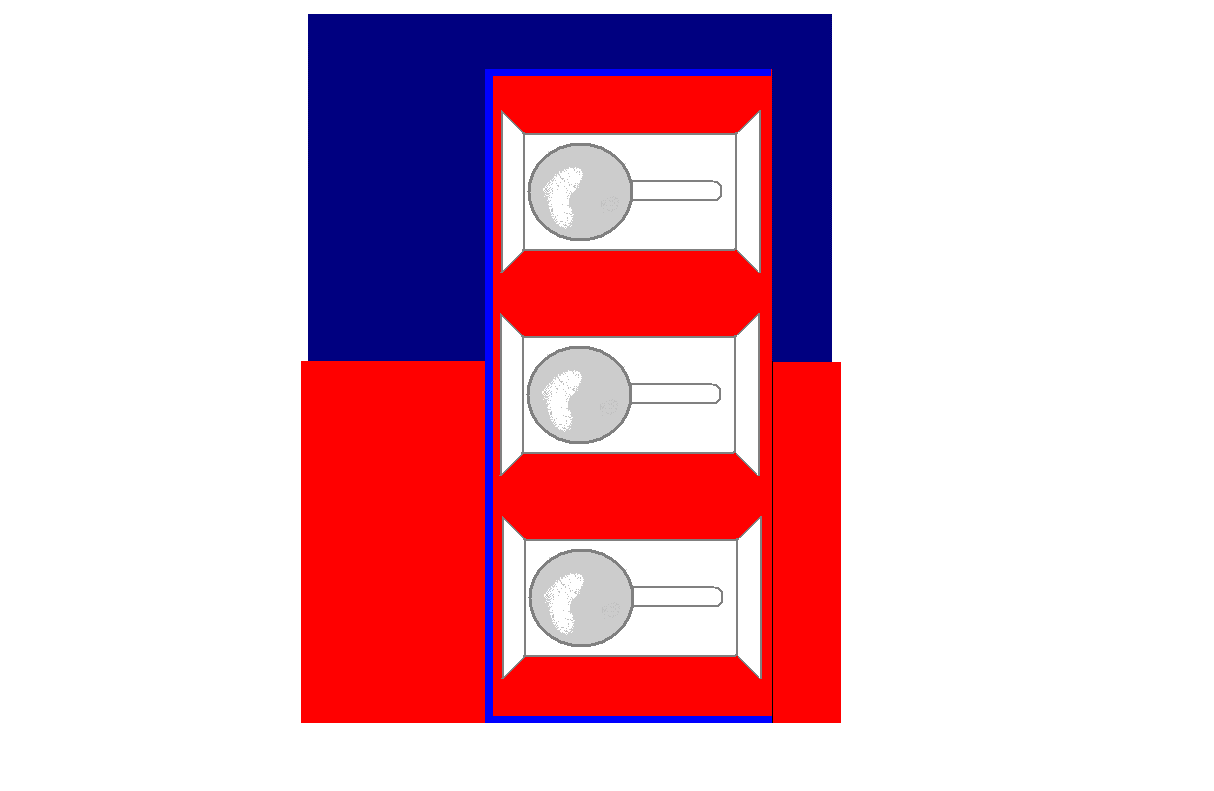
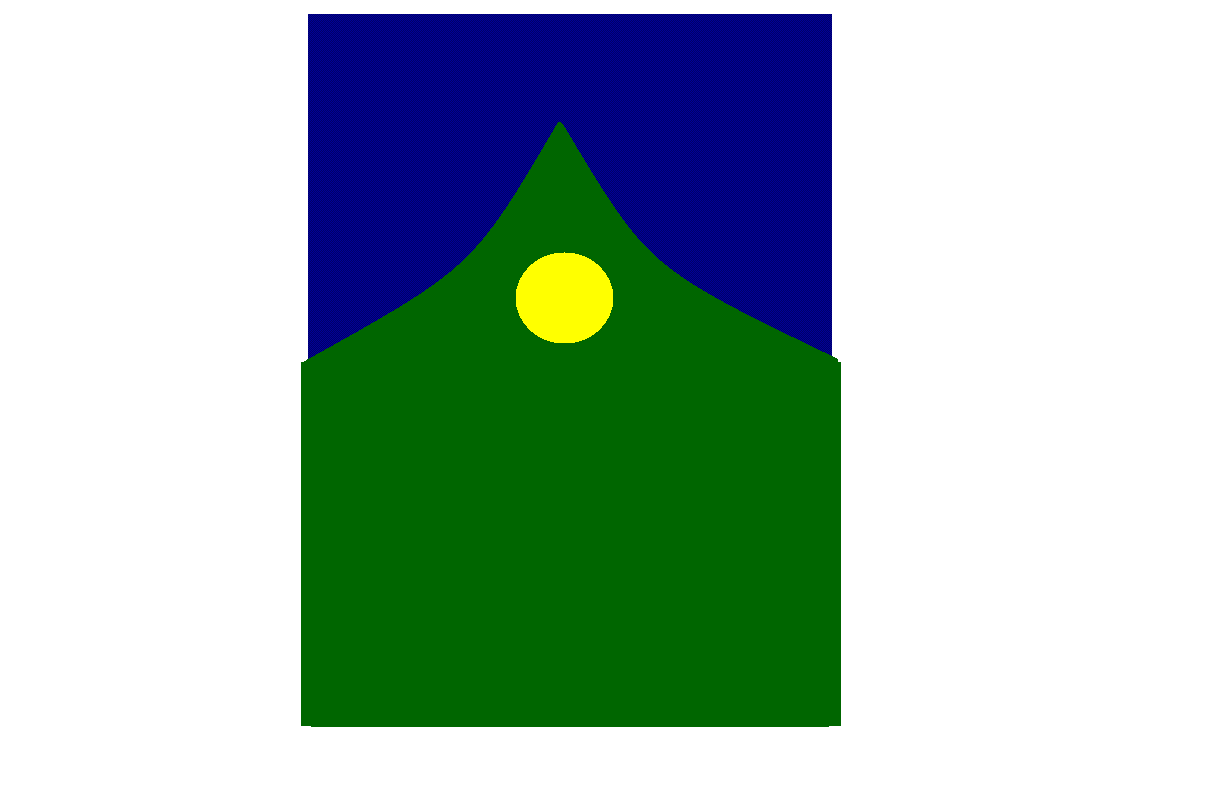
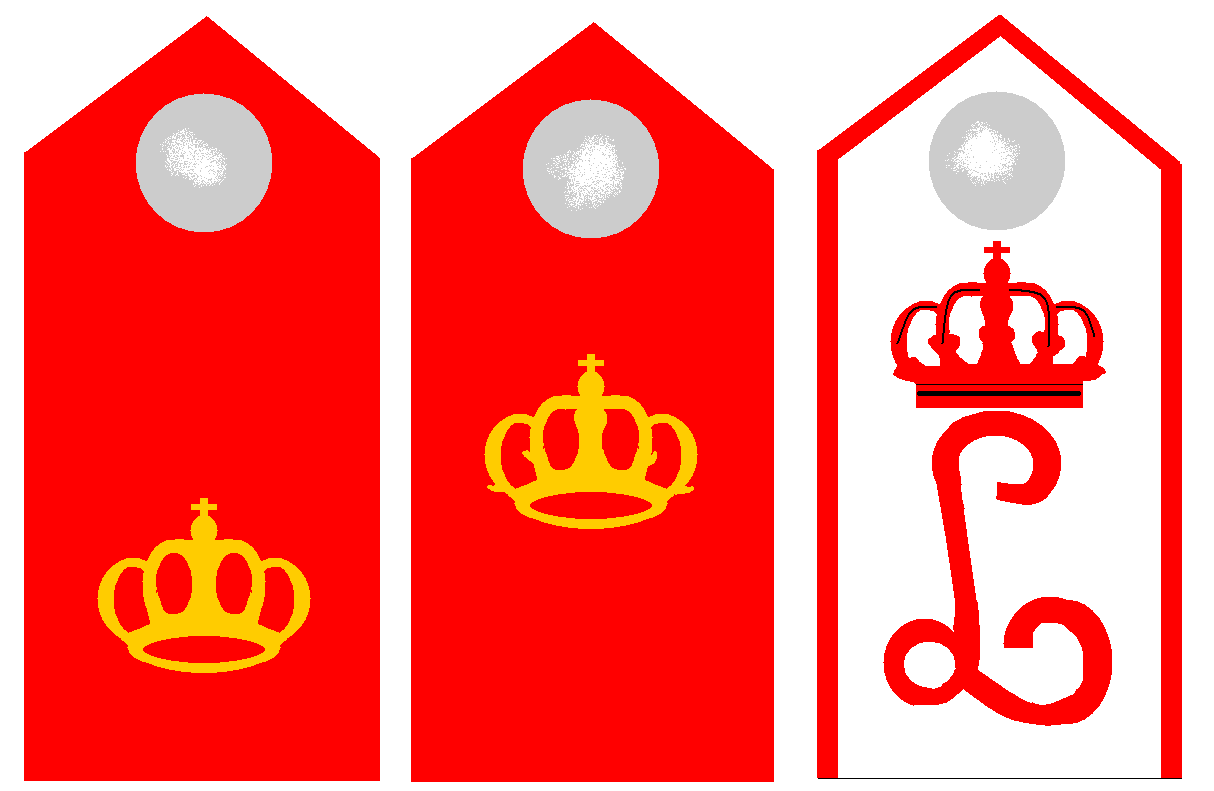
Leib-Drag. Rgt Nr 20 Bay. Inf.-Leib-Rgt 2 Królewski Pułk Kirasjerów (Kürassier Rgt Nr 2)
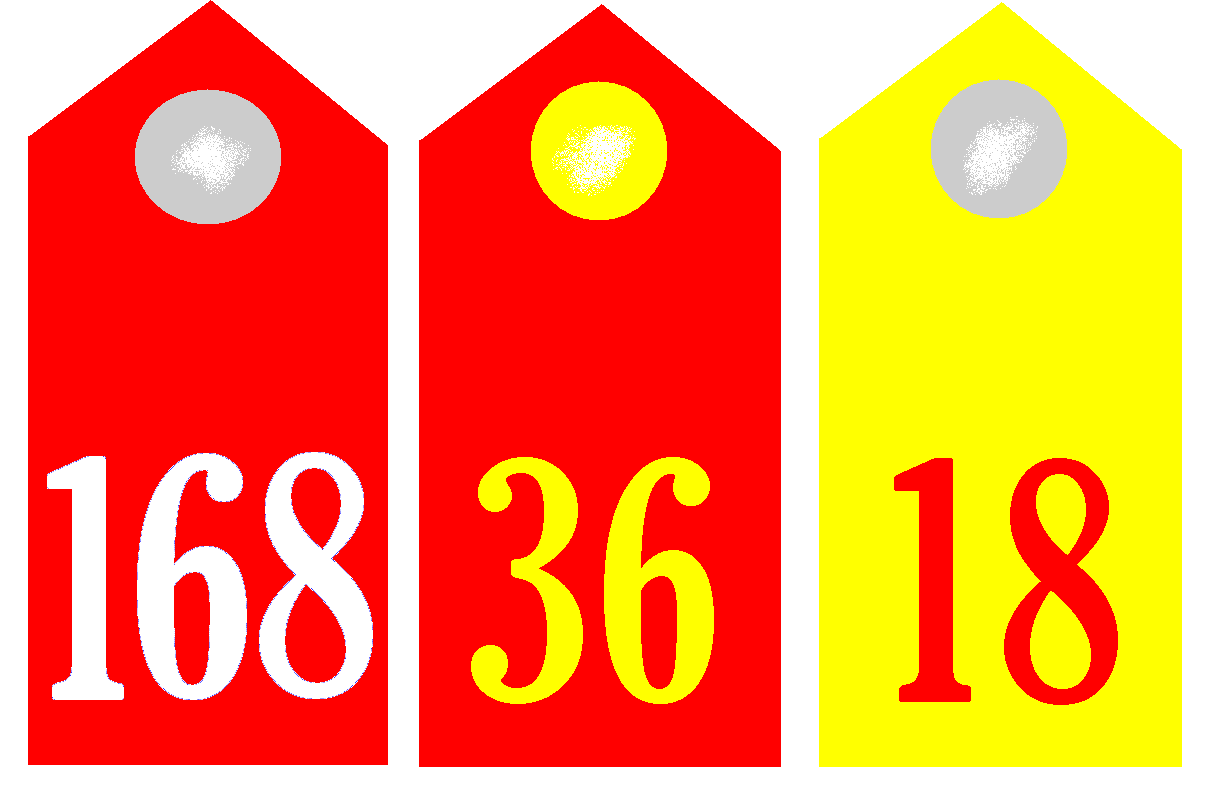
168 Pułk Piechoty 36 Pułk Fizylierów (Füsilier Rgt Nr 36) 18 Pułk Piechoty (InfRgt Nr 18)
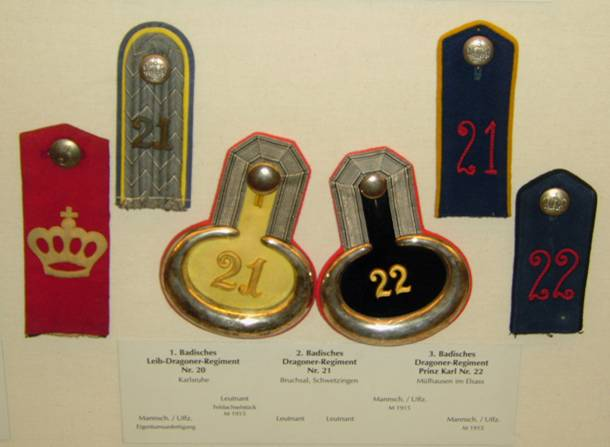
Kgl. Preuß. (Bad.) Dragoner-Regiment Nr 20–22
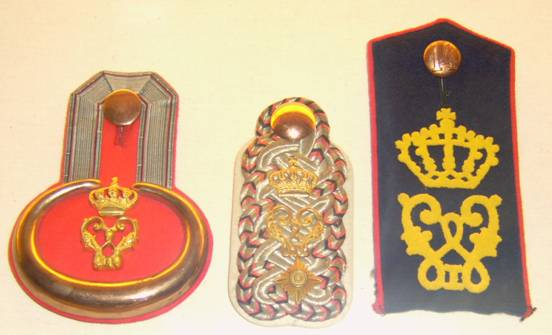
Infanterieregiment König Wilhelm I. (6. württembergisches) Nr 124

## Elementy umundurowania

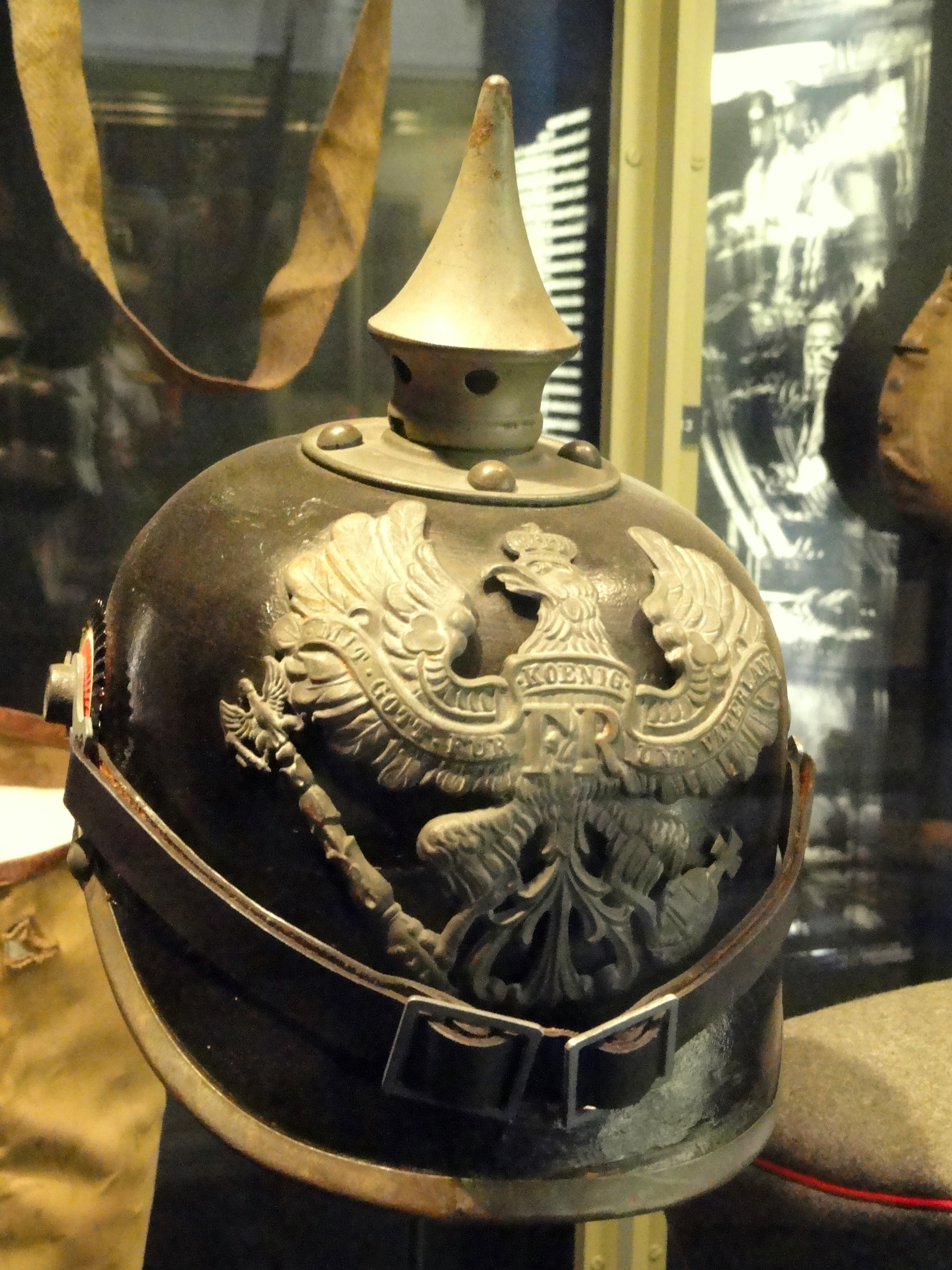
Hełm pikielhauba
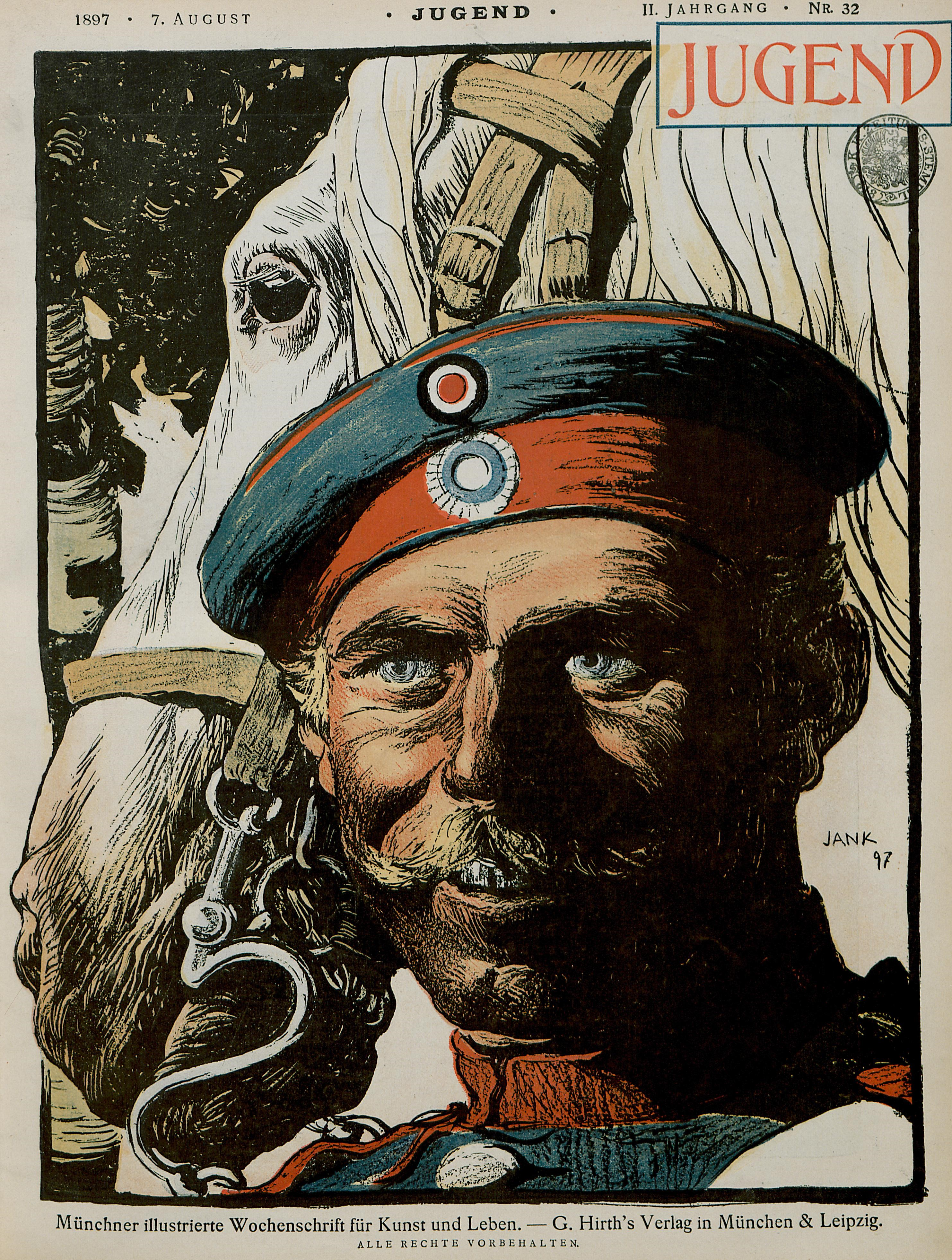
Czapka Krätzchen
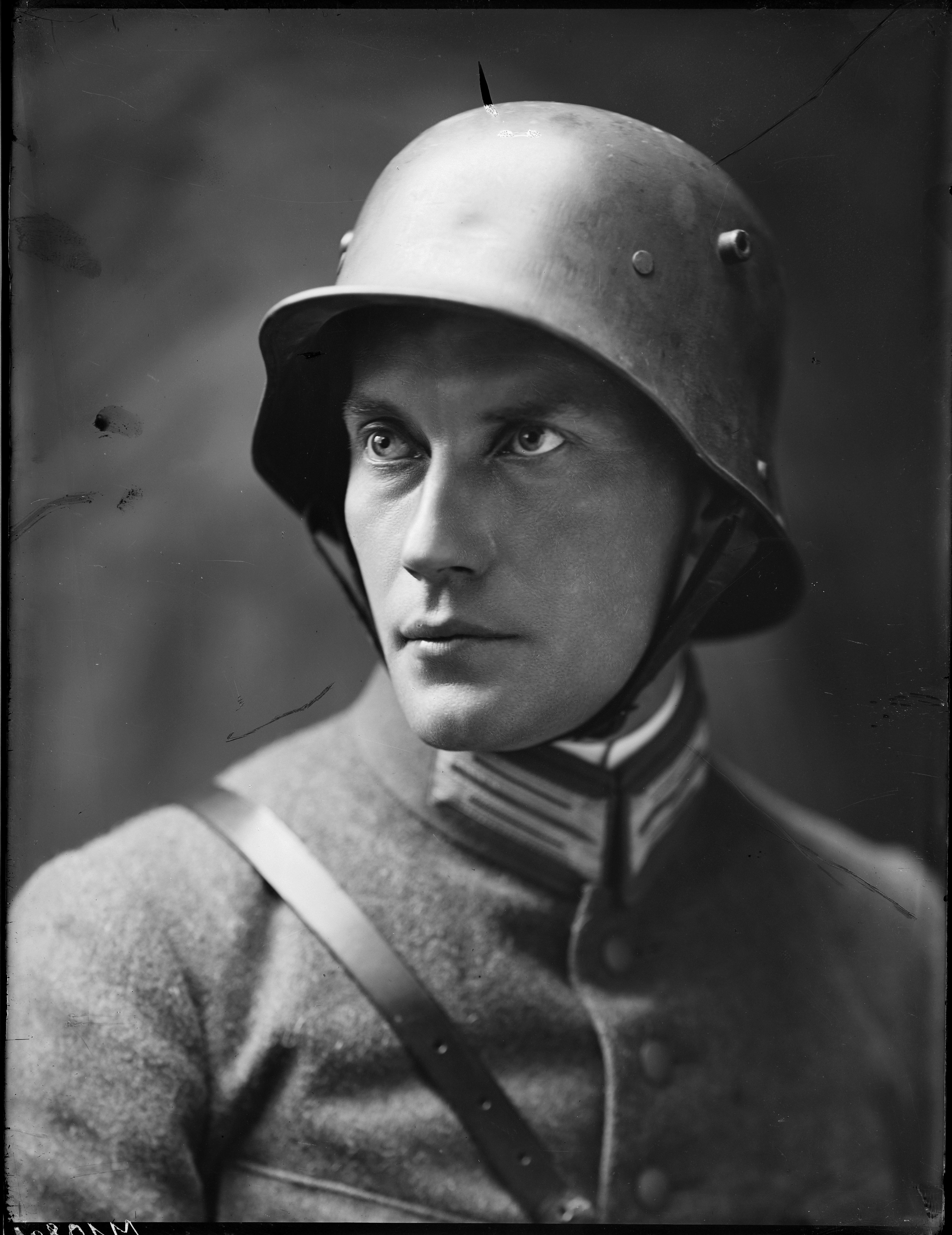
Stahlhelm Wz. 16
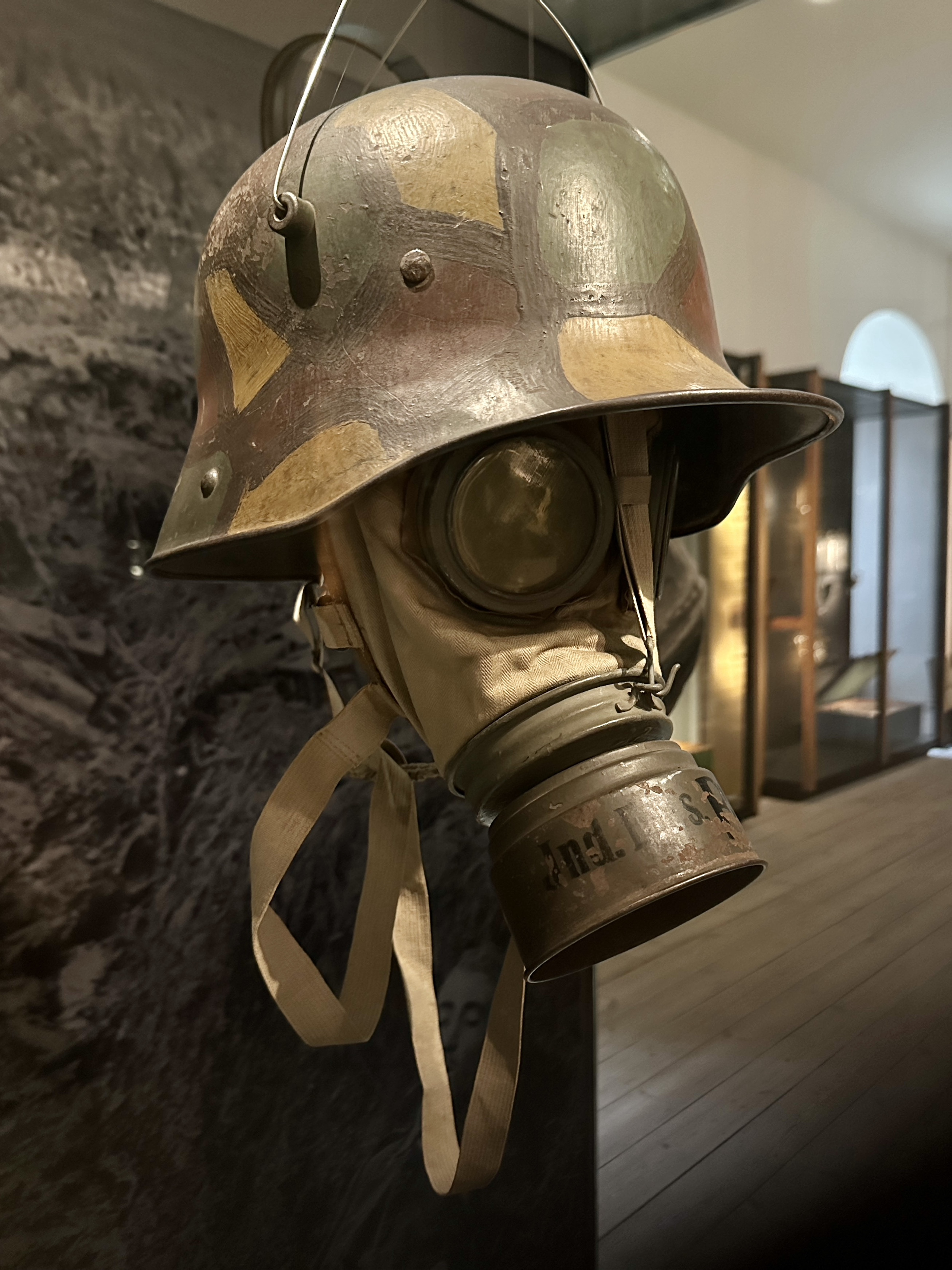
Stahlhelm Wz. 16 i maska przeciwgazowa
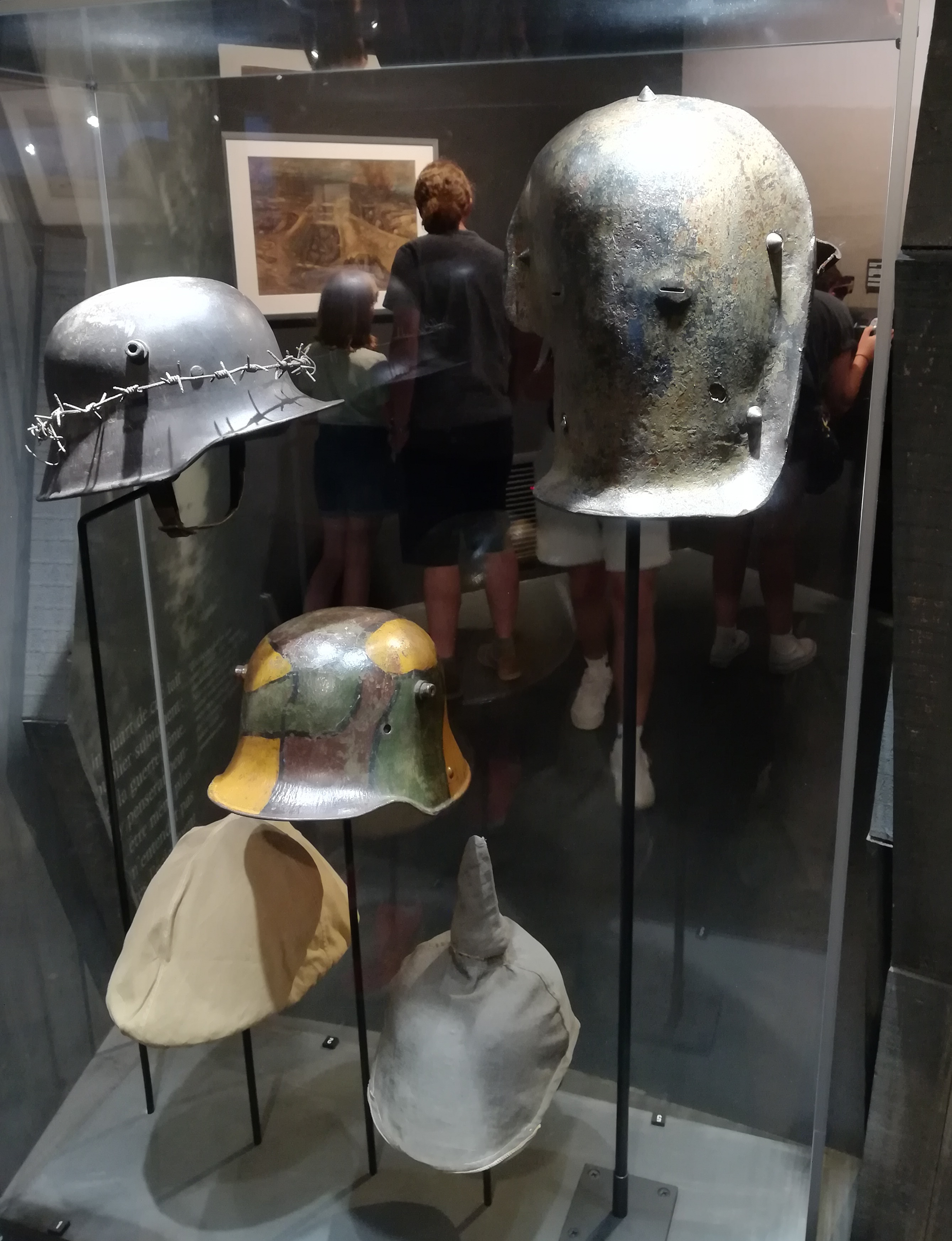
Niemieckie hełmy w muzeum Mémorial de Verdun
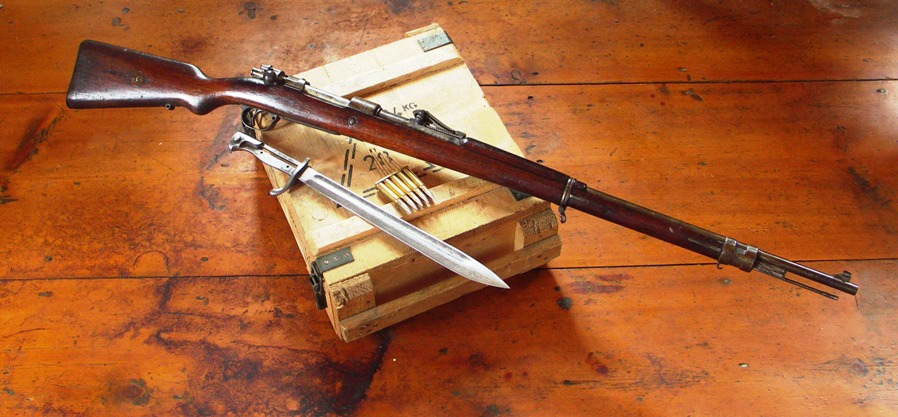
Karabin Mauser Gew98 z bagnetem S98/05 i nabojami spiętymi w łódkę
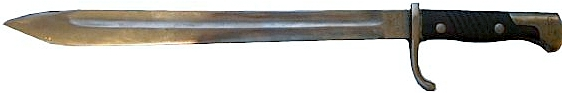
Bagnet S98/05 z okresu I wojny światowej
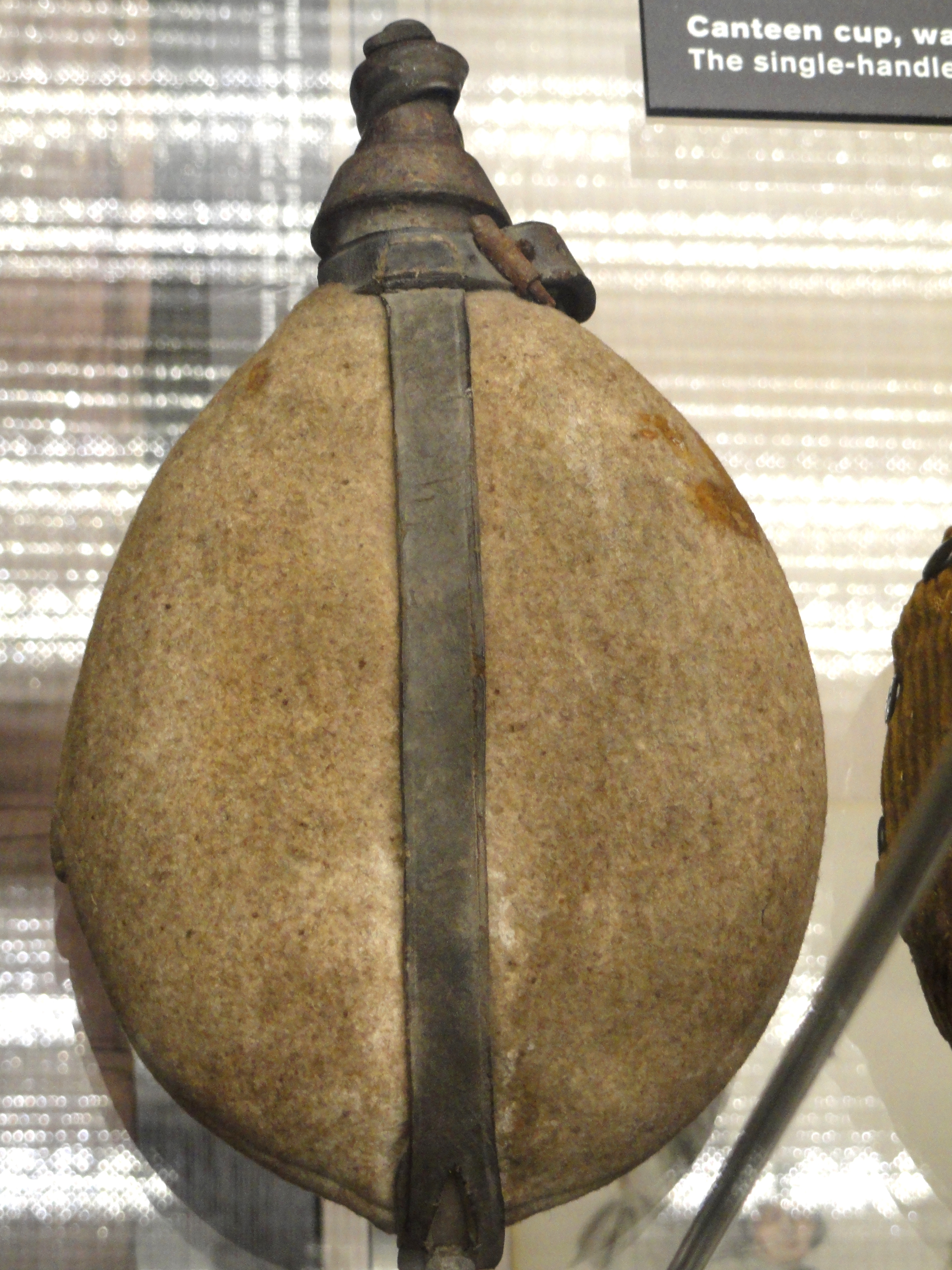
Niemiecka manierka z okresu I wojny światowej
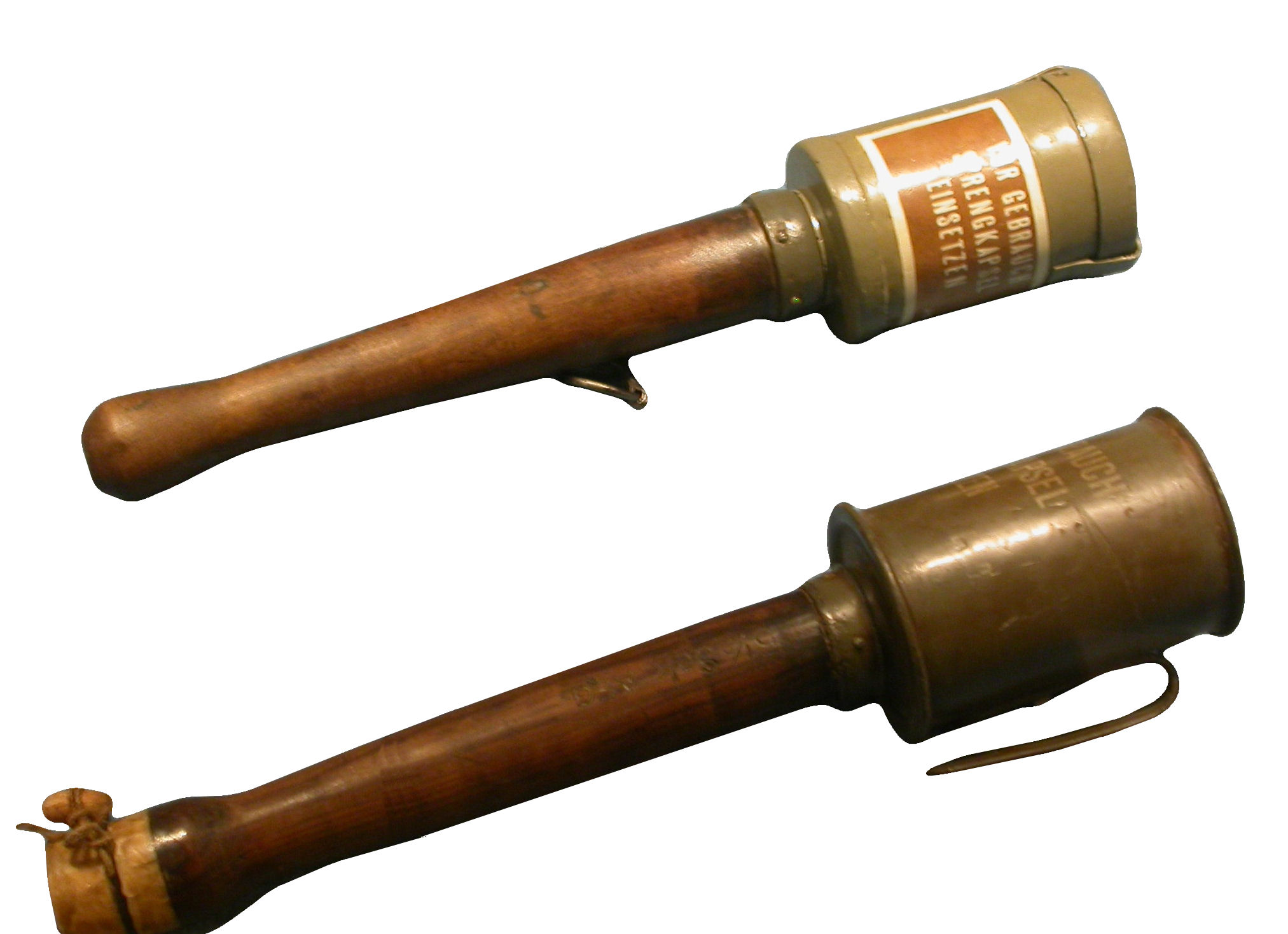
Niemieckie ręczne granaty trzonkowe z okresu I wojny światowej
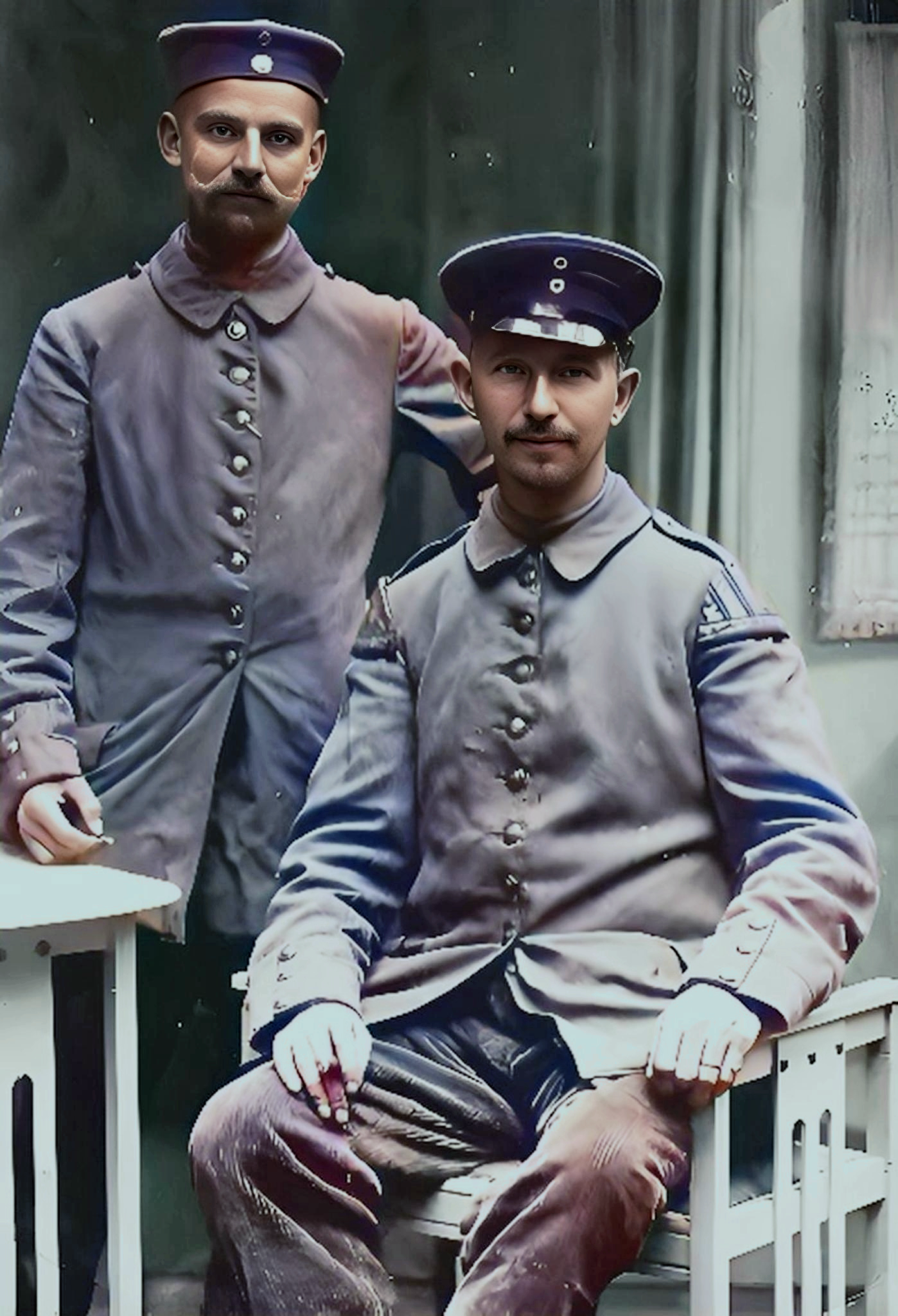
Żołnierze w mundurach piechoty z okresu I wojny światowej. Zdjęcie wykonane na Dolnym Śląsku w latach 1914–1918.

## Sztandary

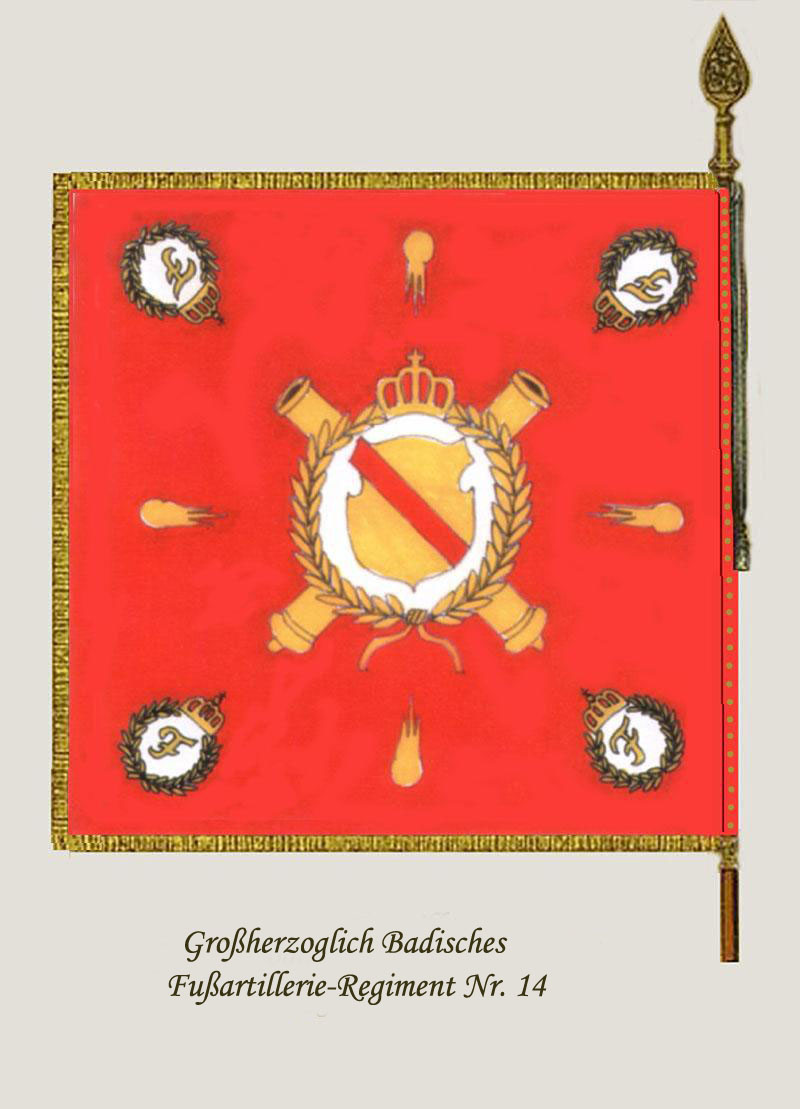
14 Pułk Artylerii Piechoty (Wielkoksiążęcy Badeński)
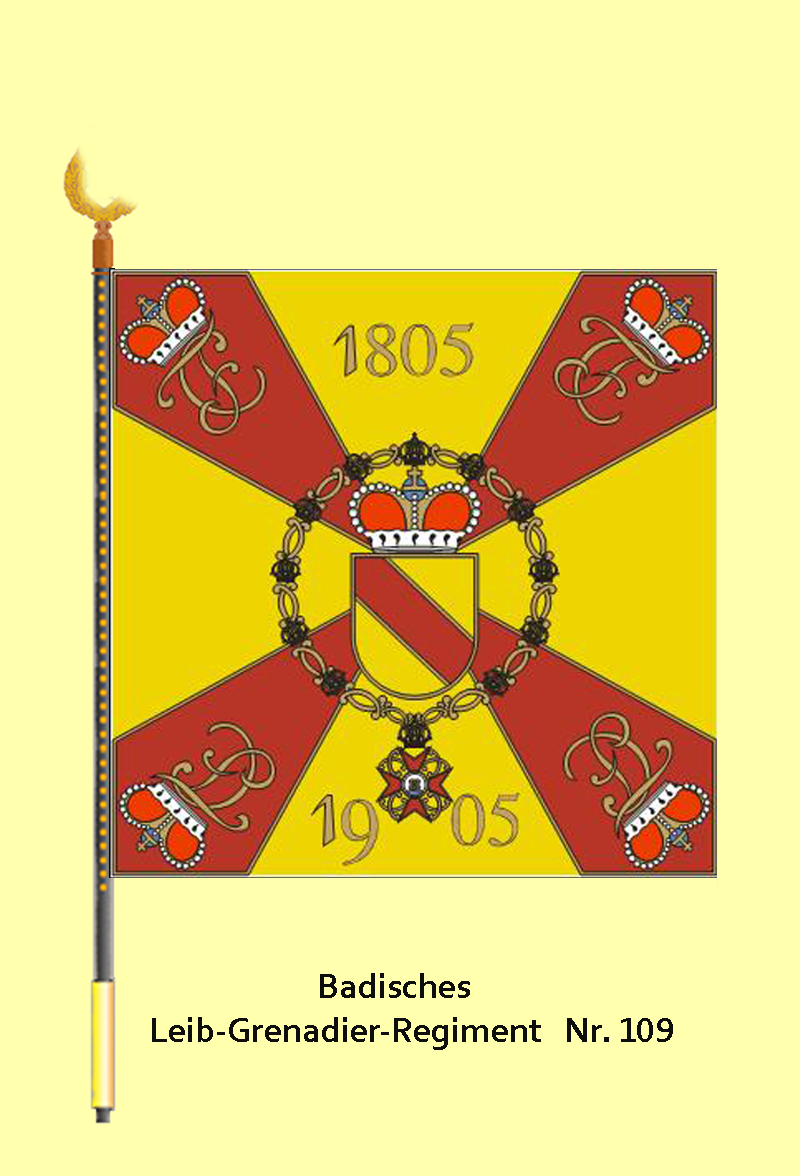
1 Batalion 109 Przybocznego Pułku Grenadierów (1 Wielkoksiążęcy Badeński)
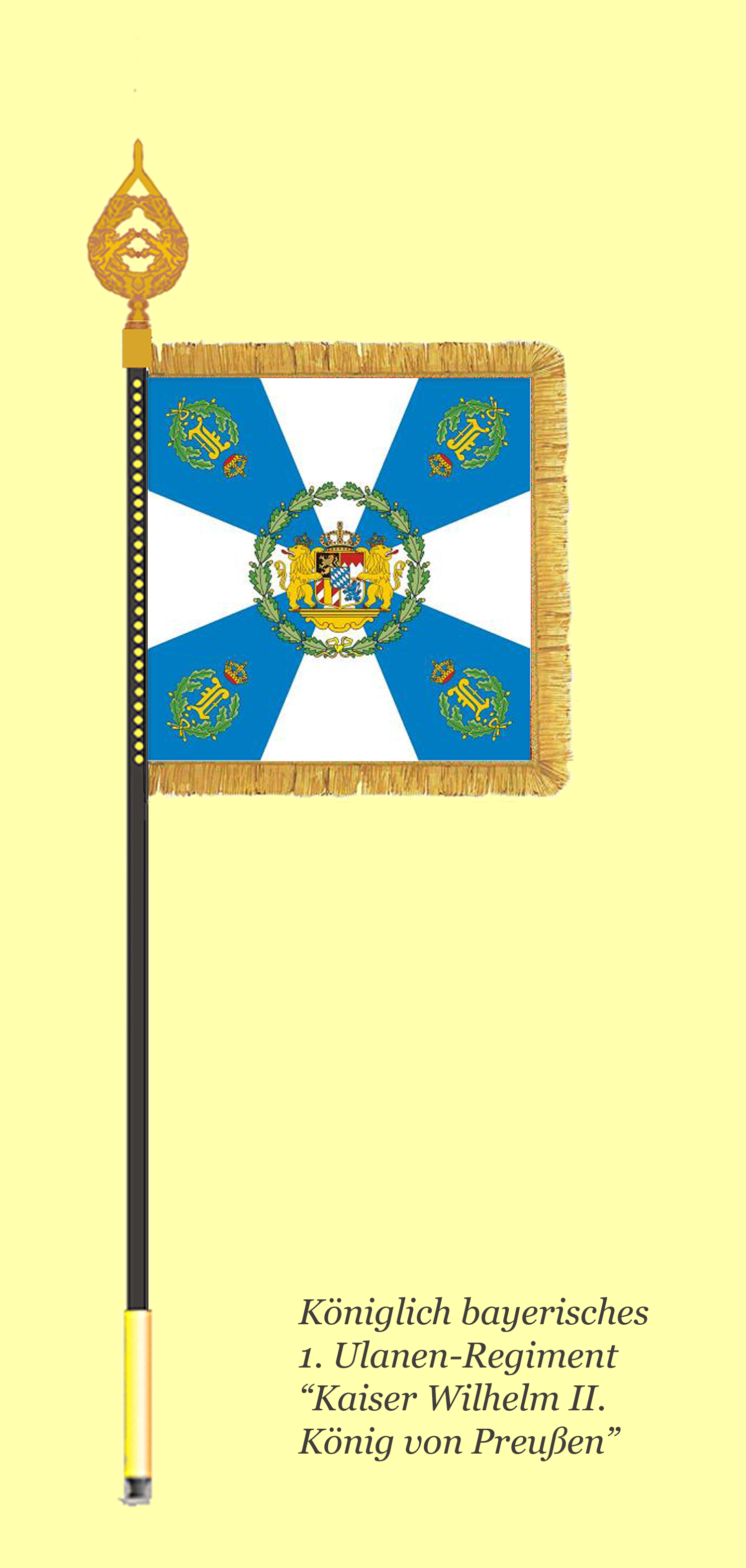
1 Pułk Ułanów „Cesarza Wilhelma II, Króla Prus” (Królewski Bawarski)
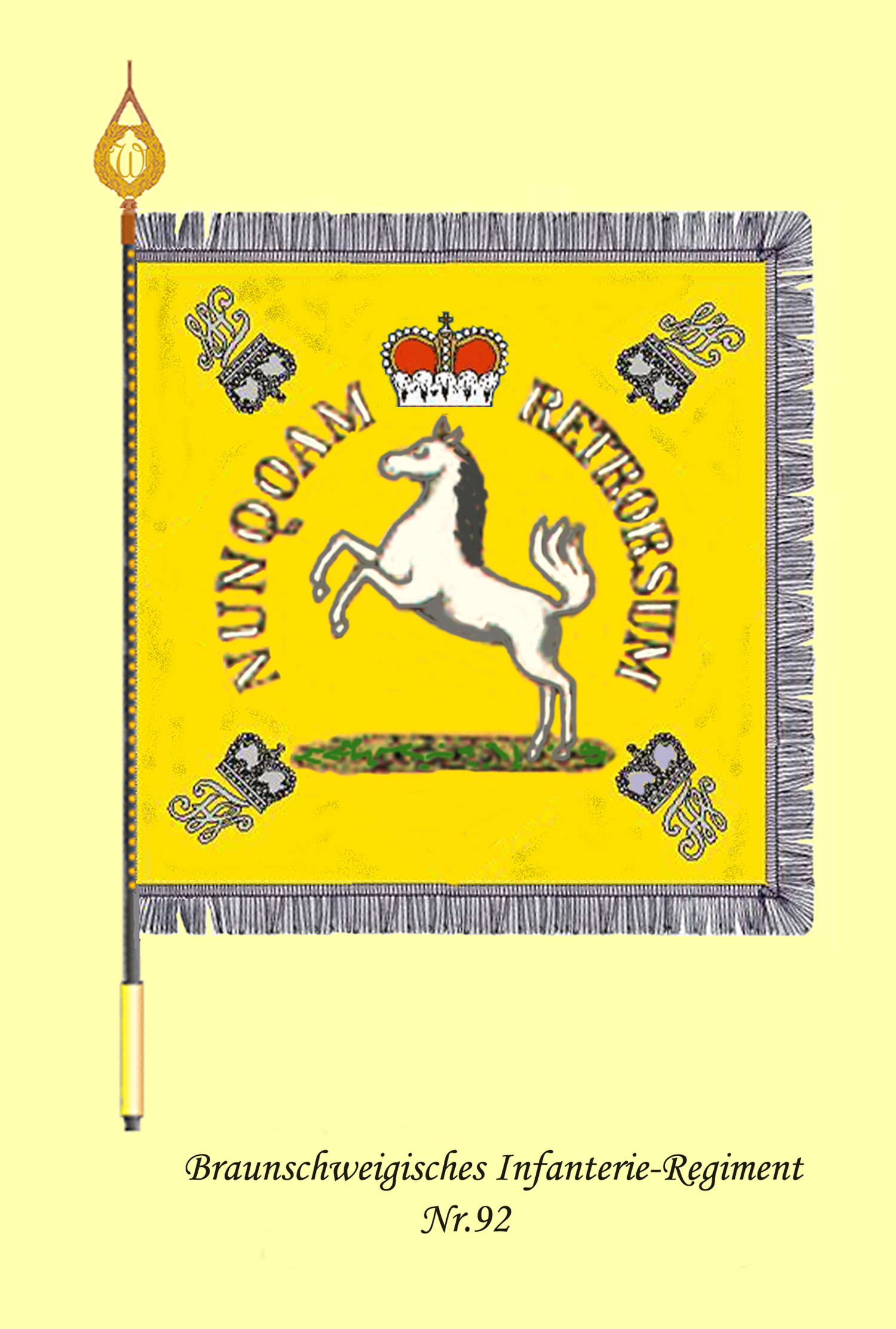
1 Batalion 92 Pułku Piechoty (Książęcy Brunszwicki)
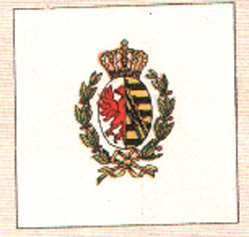
93 Pułk Piechoty (Książęcy Anhalcki)
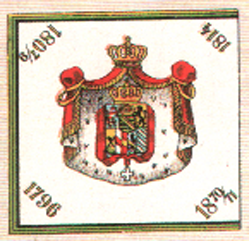
94 Pułk Piechoty (Wielkoksiążęcy Saski-Weimar-Eisenach)
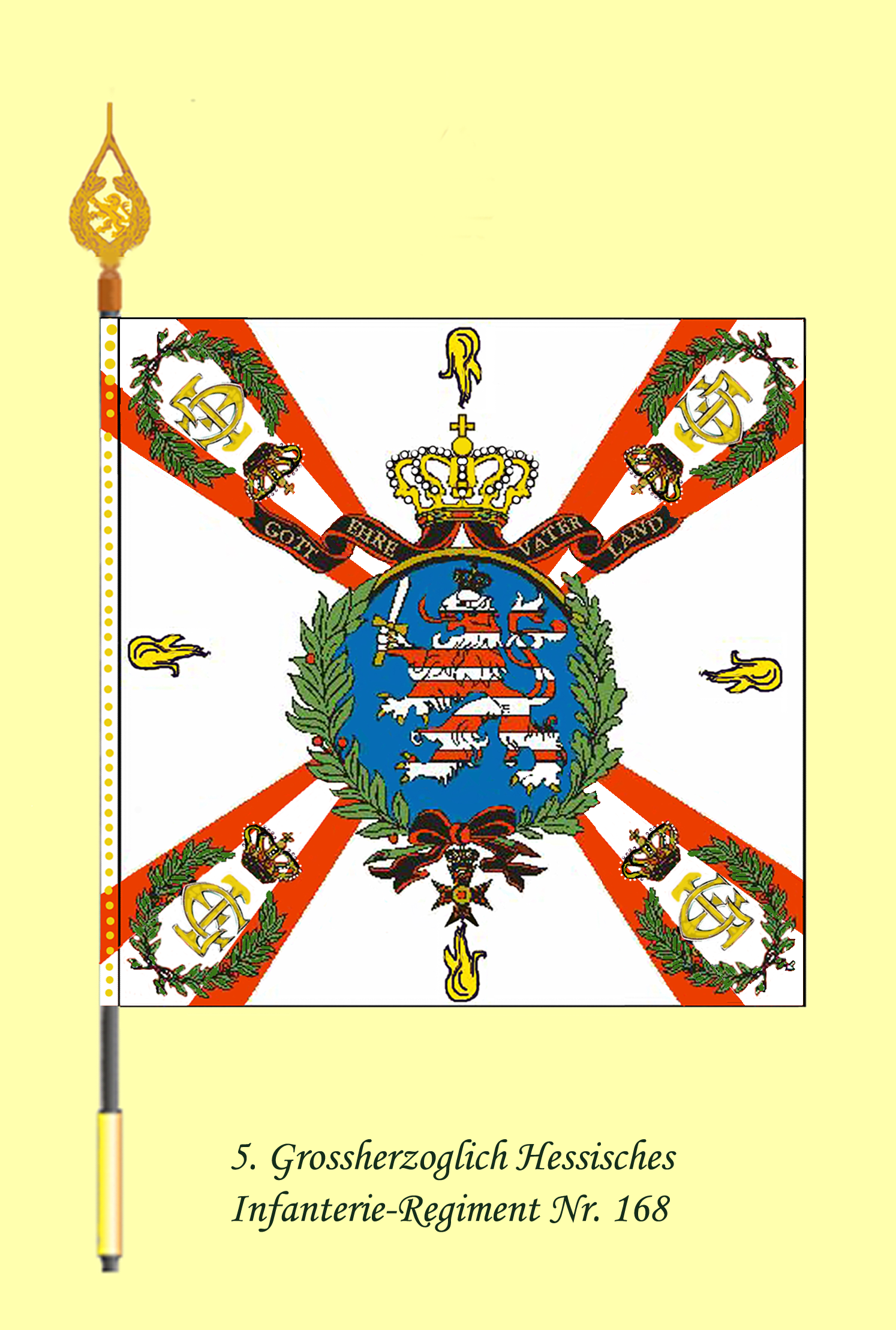
168 Pułk Piechoty (5 Wielkoksiążęcy Heski)
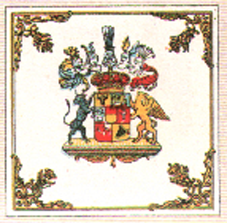
Wielkoksiążęcy Meklemburski-Schwerin
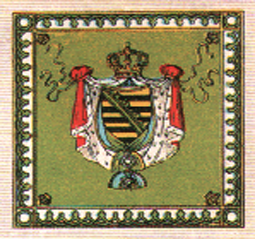
103 Pułk Piechoty (4 Królewski Saski)
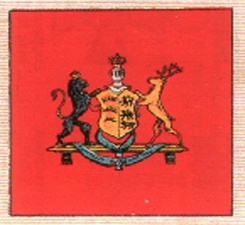
Królewski Wirtemberski
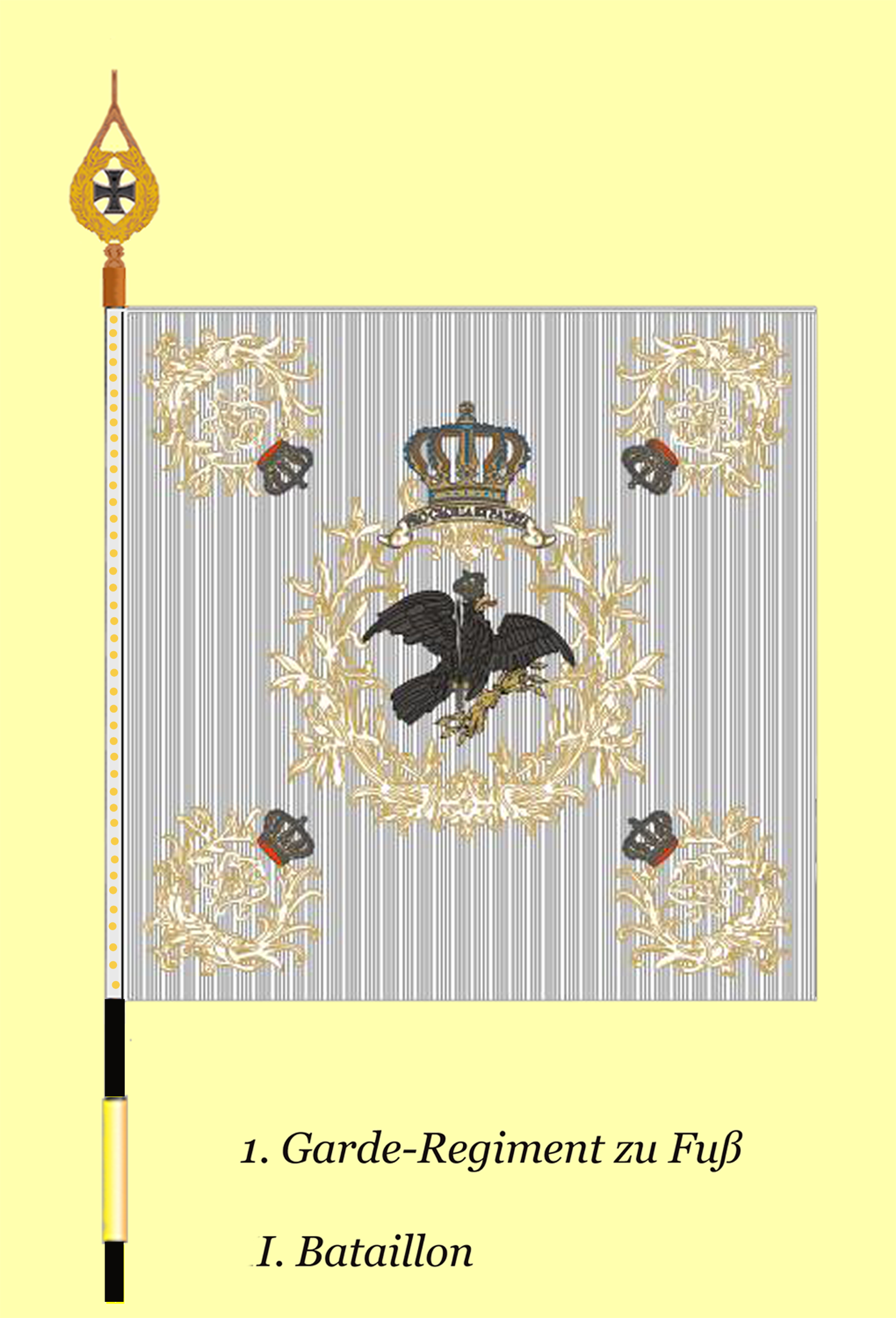
1 Batalion 1 Pułku Piechoty Gwardii (Królewski Pruski)
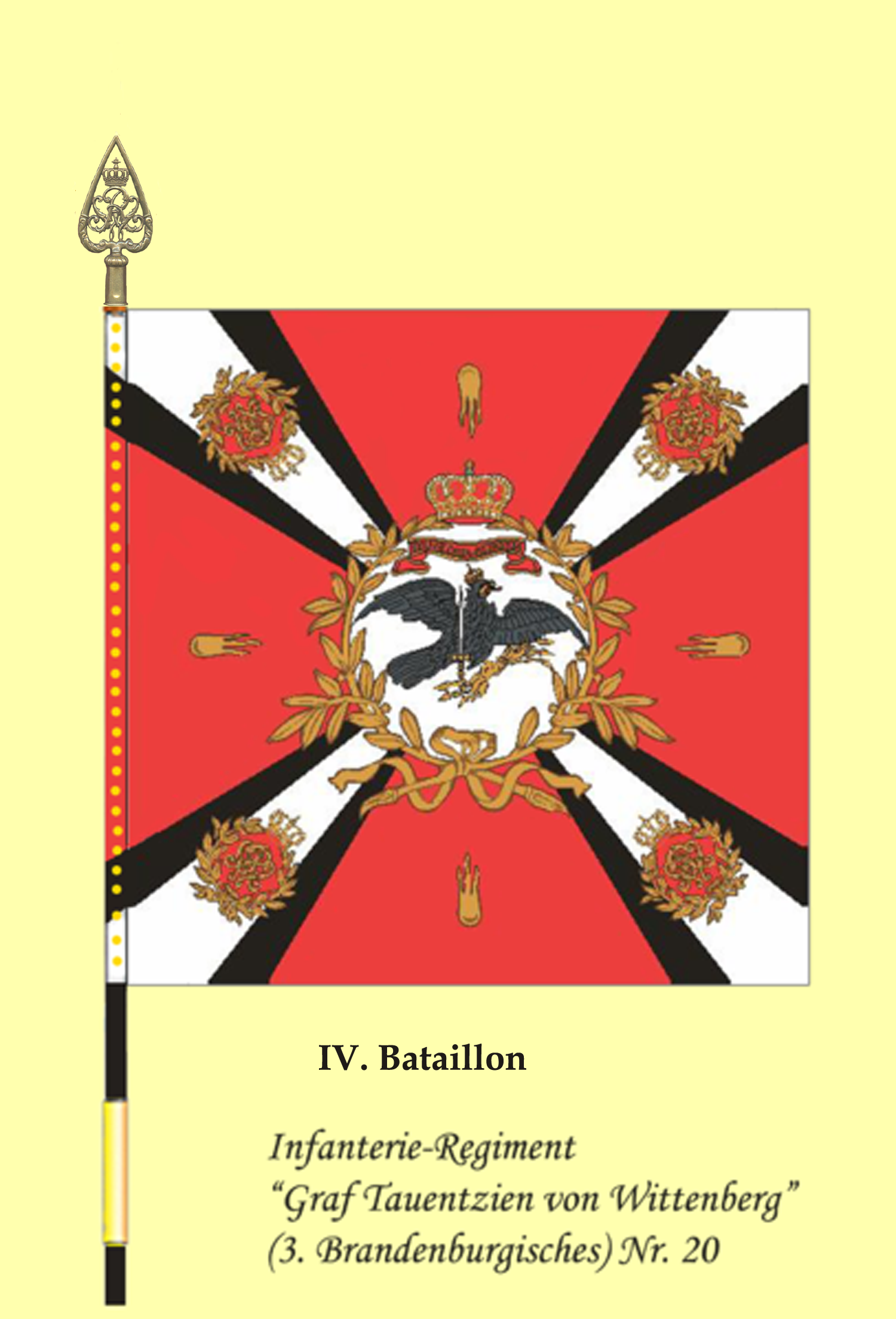
4 Batalion 20 Pułku Piechoty „Grafa Tauentziena von Wittenberga” (3 Brandenburski)
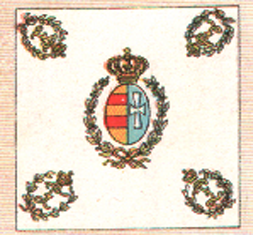
Wielkoksiążęcy Oldenburski